# 奥利·维夫
奥利·维夫（1960年9月17日—）是一位丹麦國際關係學家，哥本哈根大学教授，是國際關係理論中“哥本哈根学派”的代表人物，主要作品有《地区安全复合体与国际安全结构》（Regions and Powers: The Structure of International Security，与巴里·布赞合著）、《新安全论》（Security: A New Framework for Analysis，与巴里·布赞、雅普·迪·怀尔德合编）等。